# Andreas Kossert

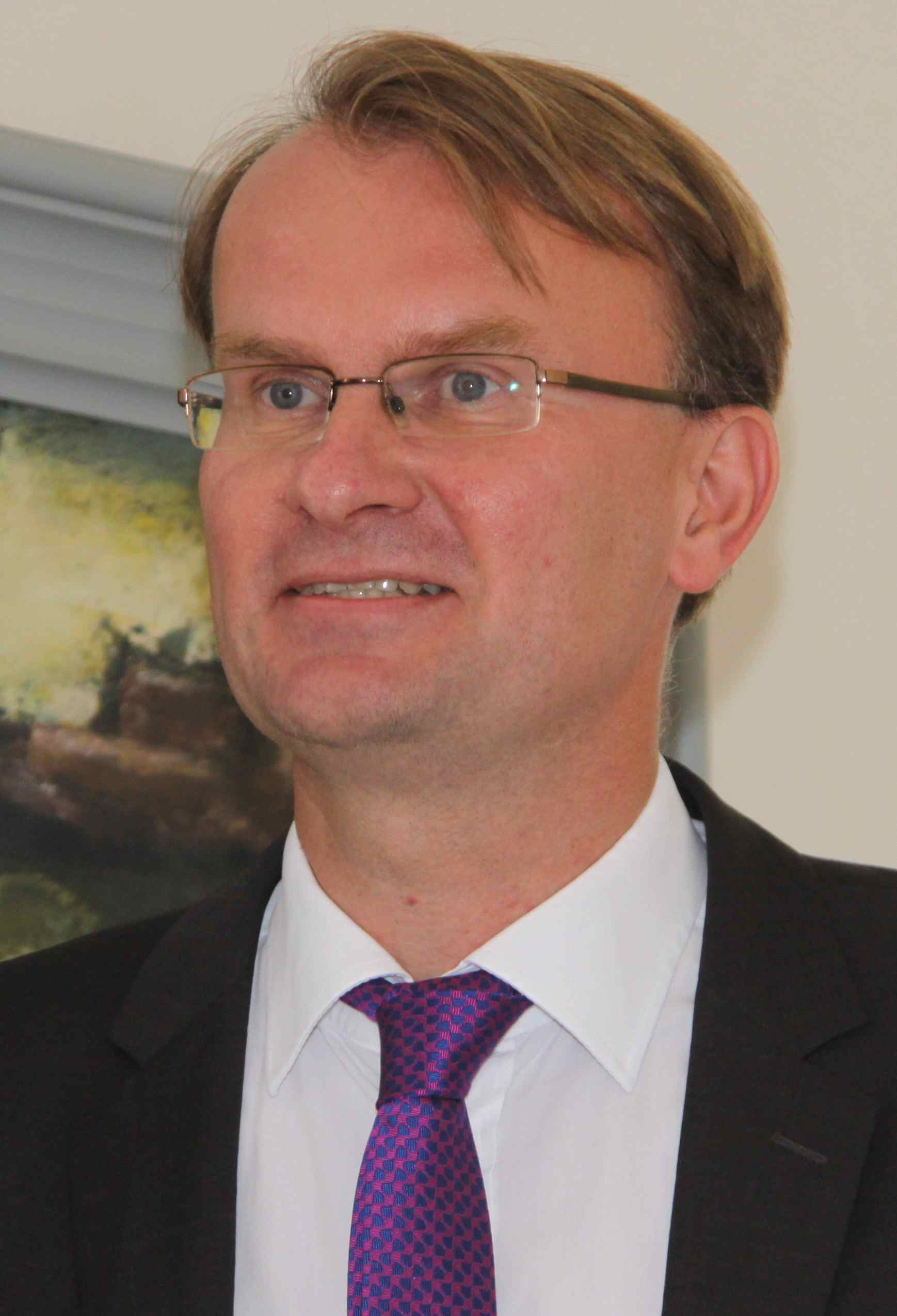
Andreas Kossert (2014)

Andreas Kossert (* 1970 in Münden) ist ein deutscher Historiker. Er ist ein namhafter Kenner der Geschichte Ostmitteleuropas.

## Leben
Andreas Kossert studierte an der Albert-Ludwigs-Universität Freiburg, an The University of Edinburgh, der Rheinischen Friedrich-Wilhelms-Universität Bonn und der Freien Universität Berlin Mittlere und Neue Geschichte, Politikwissenschaft und Slawistik. Von der FU Berlin wurde er im Jahre 2000 zum Dr. phil. promoviert. Von 2001 bis 2009 war er wissenschaftlicher Mitarbeiter am Deutschen Historischen Institut in Warschau. Im Sommersemester 2007 hatte er eine Gastprofessur für Polnische Landes- und Kulturstudien an der Technischen Universität Dresden inne. Seit Januar 2010 ist er Mitarbeiter im Bereich Dokumentation und Forschung bei der Bundesstiftung Flucht, Vertreibung, Versöhnung (SFVV) in Berlin, zwischenzeitlich als Leiter des Bereichs. Die Historische Kommission für ost- und westpreußische Landesforschung, die Preußische Historische Kommission und die Kommission für die Geschichte der Deutschen in Polen zählen Kossert zu ihren Mitgliedern.

## Schaffen
Kosserts Forschungsschwerpunkte sind ethnische, konfessionelle und nationale Minderheiten in Ostmitteleuropa, die deutsch-polnischen Beziehungen, Flucht und Vertreibung Deutscher aus Mittel- und Osteuropa 1945–1950, die Geschichte Polens, Ostpreußens und Masurens sowie Vertriebene in Deutschland nach 1945. Er publiziert in deutscher, polnischer und englischer Sprache.
Mit Ostpreußen – Geschichte und Mythos schrieb er eine Gesamtgeschichte dieser Provinz. Er führt den Leser durch die Geschichte des ehemals östlichsten Landesteils Deutschlands und zeichnet den Weg von der Besiedlung durch den Deutschen Orden mit verschiedenen Ethnien bis heute nach. Kossert fungierte für den ARD-Dokumentarfilm Damals in Ostpreußen als Berater und schrieb das Begleitbuch.
Mit Kalte Heimat – die Geschichte der deutschen Vertriebenen nach 1945 „erschüttert Andreas Kossert den Mythos der rundum geglückten Integration der Vertriebenen nach 1945“. Der Titel weist darauf hin, dass Vertriebene nicht willkommen waren. Sie erfuhren Ausgrenzung und Diskriminierung. Die Einheimischen zeigten sich wenig solidarisch und betrachteten die Flüchtlinge als Eindringlinge. Die „meisten Deutschen wollten das nicht sehen, nicht hören, nicht wissen“. Das Anliegen des Werks beschrieb der Autor so: „Es ist an der Zeit, deutsche Vertriebenen endlich als Opfer zu begreifen, die nicht nur unter Flucht und Vertreibung gelitten haben, sondern auch unter der Hartherzigkeit ihrer Landsleute.“

## Schriften

### Monografien
- Preußen, Deutsche oder Polen? Die Masuren im Spannungsfeld des ethnischen Nationalismus 1870–1956. Harrassowitz, Wiesbaden 2001, ISBN 3-447-04415-2 (Dissertation an der FU Berlin 2000).
- Masuren: Ostpreußens vergessener Süden. Siedler, Berlin 2001, ISBN 3-88680-696-0.
- Ostpreußen: Geschichte und Mythos. Siedler, München 2005, ISBN 3-88680-808-4.
- Kalte Heimat. Die Geschichte der deutschen Vertriebenen nach 1945. Siedler, München 2008, ISBN 978-3-88680-861-8.
- Damals in Ostpreußen: der Untergang einer deutschen Provinz. Deutsche Verlags-Anstalt, München 2008, ISBN 978-3-421-04366-5.
- Ostpreußen: Geschichte einer historischen Landschaft. C.H. Beck, München 2014, ISBN 978-3-406-66980-4.
- Flucht. Eine Menschheitsgeschichte. Siedler, München 2020, ISBN 978-3-8275-0091-5.
- Gebrauchsanweisung für Masuren. Piper, München 2022, ISBN 978-3-492-27673-3.

### Sammelbände
- mit Christophe Duhamelle, Bernhard Struck (Hrsg.): Grenzregionen. Ein europäischer Vergleich vom 18. bis 20. Jahrhundert. Campus, Frankfurt am Main 2007, ISBN 978-3-593-38448-1.
- mit Uwe Neumärker (Hrsg.): „Das war mal unsere Heimat …“: Jüdische Geschichte im preußischen Osten. Stiftung Flucht, Vertreibung, Versöhnung, Berlin 2013, ISBN 978-3-942240-11-6.

### Dokumentarfilme
- Damals in Ostpreußen. Berater und Begleitbuch. Dokumentarfilm (ARD 2008) des Regisseurs Dr. Florian Huber
- Bahnsteig 1 – Rückkehr nach Flatow – Regie: Thomas Grimm, mit Andreas Kossert, Zeitzeugen –TV, 87 min, 2012. Dokumentarfilmpreis 10. Neisse Filmfestival 2013[10]

### Sonstiges
- Gelungene Integration? Die Vertriebenen und die bundesrepublikanische Wirklichkeit. Evang. Akad. Baden, Karlsruhe 2009, ISBN 978-3-89674-558-3.

## Ehrungen
- Georg-Dehio-Buchpreis für Ostpreußen. Geschichte und Mythos (2008)[11]
- Bad Herrenalber Akademiepreis für Die Vertriebenen zwischen Abschied und Ankunft – Die Geschichte eines politischen Drahtseilaktes (2008)[12]
- Nominierung für den Preis der Leipziger Buchmesse in der Kategorie Preis der Leipziger Buchmesse/Sachbuch und Essayistik mit Kalte Heimat (2009)[13]
- Neiße Filmfestival: Dokumentarfilm-Preis für Bahnsteig 1 – Rückfahrt nach Flatow von Thomas Grimm und Andreas Kossert (2013)[14]
- NDR Kultur Sachbuchpreis 2020 für Flucht. Eine Menschheitsgeschichte
- Das politische Buch 2021 für Flucht. Eine Menschheitsgeschichte